# 히라카와 다다아키
히라카와 다다아키(일본어: 平川 忠亮, 1979년 5월 1일 ~ )는 일본의 전 축구 선수이다.

## 구단 경력
그는 2002년부터 2018년까지 J리그의 우라와 레즈에서 활동하였다.